# 香港のナンバープレート識別記号一覧
香港のナンバープレート識別記号一覧（ホンコンのナンバープレートしきべつきごういちらん）は1983年に制定された中華人民共和国の香港特別行政区内で運転される自動車やオートバイに装着するナンバープレートに用いられる識別記号の一覧である（ナンバープレート・システムについては香港のナンバープレートを参照のこと）。

## 官用車

### 単字母
単字母（アルファベット1文字）で始まるナンバー。
- A : 消防署の救急車。ただし移動型治療車や人口の少ない地域の救急車や救急支援オートバイ (AAMC) はF。医療応援部隊の救急車はAM。医院管理局やセント・ジョン救急団体 (St. John Ambulance) の車両は民間ナンバーを用いる。3桁の数字までが発行されており、2006年2月の時点では360番台に達している。
- F : 消防署のその他の車両。4桁の数字までが発行されており、2006年2月の時点では2000番台に達している。
- T : 正式なナンバーを取得していない新車やテスト・カーなど臨時のナンバーはTから始まる。Tが末尾についたナンバーは連結トラックの後部やトレーラー部分に用いられ、最高5桁までの数字が発行されている。

### 双字母
双字母（アルファベット2文字）で始まるナンバー。
- AM : 警察、郵便など一般の政府関係の車両。行政機関 (Administraion) の略
- LC : 香港特別行政区立法会関連の車両。立法会 (Legislative Council) の略。「LC 1」は立法会議長（2011年現在はジャスパー・ツァン）専用車のナンバー。
- ZG : 香港駐在の中国人民解放軍の車両。中国北京語の駐港（香港駐在の意。ピンイン Zhu Gang）の略称。
- AD7 : 未導入。返還前のイギリス軍駐屯部隊の車両は数字2桁+英2文字+数字2桁であった。返還後に駐屯することになった中国人民解放軍はAD7+数字3桁を導入予定であったが、ZGに変更になった。
- UC : 廃止。かつて存在した市政局  (Urban Council) 関連の車両。2000年の解散後、ナンバーはAMに吸収される。
- RC : 廃止。かつて存在した区域市政局 (Regional Council) 関連の車両。2000年の解散後、ナンバーはAMに吸収される。

### アルファベットのみ
以下はアルファベット二文字のみで数字はつかない。
- CJ : 返還前は首席按察司、現在は香港終審法院の主席法官 (Chief Justice) 専用車。
- CS : 返還前は布政司、現在は政務司司長 (Chief Secretary for Administration) の専用車。
- FS : 返還前は財政司、現在は財政司司長 (Financial Secretary) の専用車。
- SJ : 返還前は律政司、現在は律政司司長 (Secretary for Justice) の専用車。
- 1 : 香港警務処処長の専用車のナンバー。

### アルファベットも数字もなし
- 香港の紋章のみ : 香港特別行政区行政長官（2013年現在は梁振英）の専用車。返還前は香港の紋章ではなく英国の王冠が使われていた。

## 人気ナンバー
香港行政区政府運輸署によって特殊ナンバー（特殊車輛登記號碼 Special Registration Mark）と分類されたナンバー。政府主催のオークションでのみ取り引きが可能な人気ナンバー。
- 無字母（アルファベットなし。数字だけのナンバー）

- 双字母（アルファベット2文字）に以下の番号がついたもの。
  - 2, 3, 4, 5, 6, 7, 8, 9（1は官用車のナンバーが使える）
  - 11, 22, 33, 44, 55, 66, 77, 88, 99
  - 111, 222, 333, 444, 555, 666, 777, 888, 999
  - 1111, 2222, 3333, 4444, 5555, 6666, 7777, 8888, 9999
  - 10, 20, 30, 40, 50, 60, 70, 80, 90
  - 100, 200, 300, 400, 500, 600, 700, 800, 900
  - 1000, 2000, 3000, 4000, 5000, 6000, 7000, 8000,  9000
  - 123, 234, 345, 456, 567, 678, 789
  - 1234, 2345, 3456, 4567, 5678, 6789
  - 12, 13, 14, 15, 16, 17, 18, 19, 21, 23, 24, 25, 26, 27, 28, 29, 31, 32, 34, 35, 36, 37, 38, 39, 41, 42, 43, 45, 46, 47, 48, 49, 51, 52, 53, 54, 56, 57, 58, 59, 61, 62, 63, 64, 65, 67, 68, 69, 71, 72, 73, 74, 75, 76,78, 79, 81, 82, 83, 84, 85, 86, 87, 89, 91, 92, 93, 94, 95, 96, 97, 98
  - 1100, 1122, 1133, 1144, 1155, 1166, 1177, 1188, 1199, 2200, 2211, 2233, 2244, 2255, 2266, 2277, 2288, 2299, 3300, 3311, 3322, 3344, 3355, 3366, 3377, 3388, 3399, 4400, 4411, 4422, 4433, 4455, 4466, 4477, 4488, 4499, 5500, 5511, 5522, 5533, 5544, 5566, 5577, 5588, 5599, 6600, 6611, 6622, 6633, 6644, 6655, 6677, 6688, 6699, 7700, 7711, 7722, 7733, 7744, 7755, 7766, 7788, 7799, 8800, 8811, 8822, 8833, 8844, 8855, 8866, 8877, 8899, 9900, 9911, 9922, 9933, 9944, 9955, 9966, 9977, 9988
  - （回文のように前後から読むと同じ数字）1001, 1221, 1331, 1441, 1551, 1661, 1771, 1881, 1991, 2002, 2112, 2332, 2442, 2552, 2662, 2772, 2882, 2992, 3003, 3113, 3223, 3443, 3553, 3663, 3773, 3883, 3993, 4004, 4114, 4224, 4334, 4554, 4664, 4774, 4884, 4994, 5005, 5115, 5225, 5335, 5445, 5665, 5775, 5885, 5995, 6006, 6116, 6226, 6336, 6446, 6556, 6776, 6886, 6996, 7007, 7117, 7227, 7337, 7447, 7557, 7667, 7887, 7997, 8008, 8118, 8228, 8338, 8448, 8558, 8668, 8778, 8998, 9009, 9119, 9229, 9339, 9449, 9559, 9669, 9779, 9889
  - （回文のように前後から読むと同じ数字）101, 121, 131, 141, 151, 161, 171, 181, 191, 202, 212, 232, 242, 252, 262, 272, 282, 292, 303, 313, 323, 343, 353, 363, 373, 383, 393, 404, 414, 424, 434, 454, 464, 474, 484, 494, 505, 515, 525, 535, 545, 565, 575, 585, 595, 606, 616, 626, 636, 646, 656, 676, 686, 696, 707, 717, 727, 737, 747, 757, 767, 787, 797, 808, 818, 828, 838, 848, 858, 868, 878, 998, 909, 919, 929, 939, 949, 959, 969, 979, 989
  - 1010, 1212, 1313, 1414, 1515, 1616, 1717, 1818, 1919, 2020, 2121, 2323, 2424, 2525, 2626, 2727, 2828, 2929, 3030, 3131, 3232, 3434, 3535, 3636, 3737, 3838, 3939, 4040, 4141, 4242, 4343, 4545, 4646, 4747, 4848, 4949, 5050, 5151, 5252, 5353, 5454, 5656, 5757, 5858, 5959, 6060, 6161, 6262, 6363, 6464, 6565, 6767, 6868, 6969, 7070, 7171, 7272, 7373, 7474, 7575, 7676, 7878, 7979, 8080, 8181, 8282, 8383, 8484, 8585, 8686, 8787, 8989, 9090, 9191, 9292, 9393, 9494, 9595, 9696, 9797, 9898
  - （広東語で発音の幸運ナンバー）168，1388，3288